# Seznam opatů cisterciáckého kláštera v Jindřichově
V polském klášteře Jindřichov byli od roku 1611 tito opati: 
- 1611-1627 Andreas Beyer
- 1656-1680 Melchior Welzel
- 1681-1702 Heinrich Kahlert
- 1702-1722 Tobias Ackermann
- 1723-1724 Anton Niklas
- 1725-1732 Gragor Regnard
- 1732-1749 Gerhard Wiesner
- 1749-1763 Candidus Rieger
- 1763-1778 Konstantin Haschke
- 1778-1792 Markus Welzel
- 1792-1810 Konstantin Gloger